# SuperTux

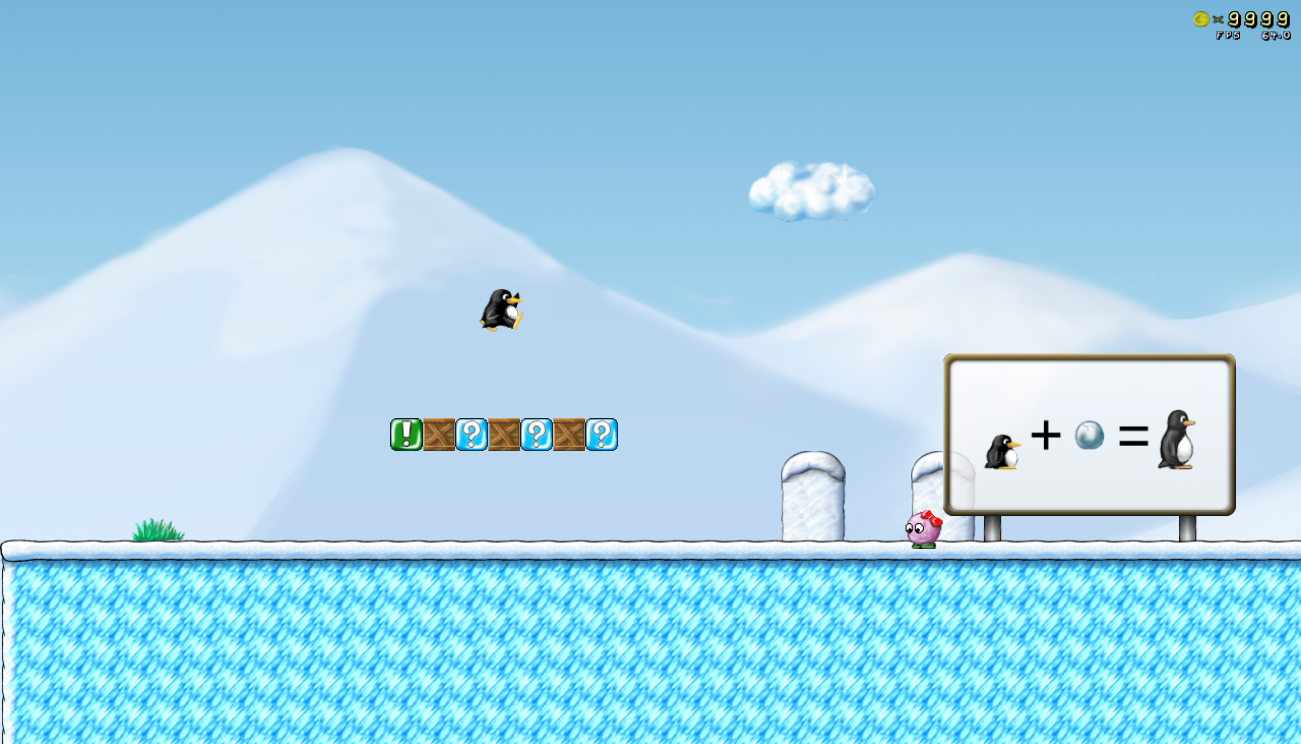
Screenshot des ersten Levels in SuperTux

SuperTux ist ein freies 2D-Jump-’n’-Run, das von Spielen wie Super Mario, Sonic the Hedgehog und Turrican sowie – an den Animationen und Spielmustern gut sichtbar – dem von 1987 stammenden C64-Spiel The Great Giana Sisters inspiriert ist. Hauptfigur des Spiels ist das Linux-Maskottchen Tux.

## Geschichte
Im Frühjahr 2000 veröffentlichte Bill Kendrick SuperTux 0.0.0. Als freie Software unter GPL-Lizenz wird das Spiel inzwischen von mehreren Entwicklern gepflegt und seit dem Erscheinen kontinuierlich verbessert. Bis heute sind mehrere Versionen erschienen. 2004 erschien die grundüberholte Version 0.1.2. Seit 2005 ist das Projekt auf den Entwicklungsservern von BerliOS beheimatet. Am 17. Dezember 2006 schließlich wurde die Vorab-Version SuperTux 0.3.0 als erste Version der SuperTux-2-Reihe veröffentlicht, mit der das Spiel unter anderem eine neue Grafikengine bekommt. Erst im Dezember 2015 erschien die neue stabile SuperTux 0.4.0 Version. Die Engine wurde erneut komplett überholt. Es gibt neue Bösewichte, Boni und Power-Ups sowie insgesamt wesentlich mehr Spiel-Objekte. Die Musik wurde dabei ausschließlich von Marek Moeckel gespielt.

## Technik und Spiel-Engine
Das Spiel verwendet für Computergrafik und Steuerung die freie Multimedia-Bibliothek Simple DirectMedia Layer (SDL). Als Physik-Engine kommt eine Eigenentwicklung des SuperTux-Teams zum Einsatz. Für Grafik- und Geräuscheffekte werden OpenGL und OpenAL verwendet. Metadaten des Spiels werden als sogenannte S-Expressions (aus der Programmiersprache Lisp) gespeichert, die Skripte werden in Squirrel verfasst. Die Steuerung kann über Tastatur oder Joystick erfolgen.

## Spielbeschreibung und Level

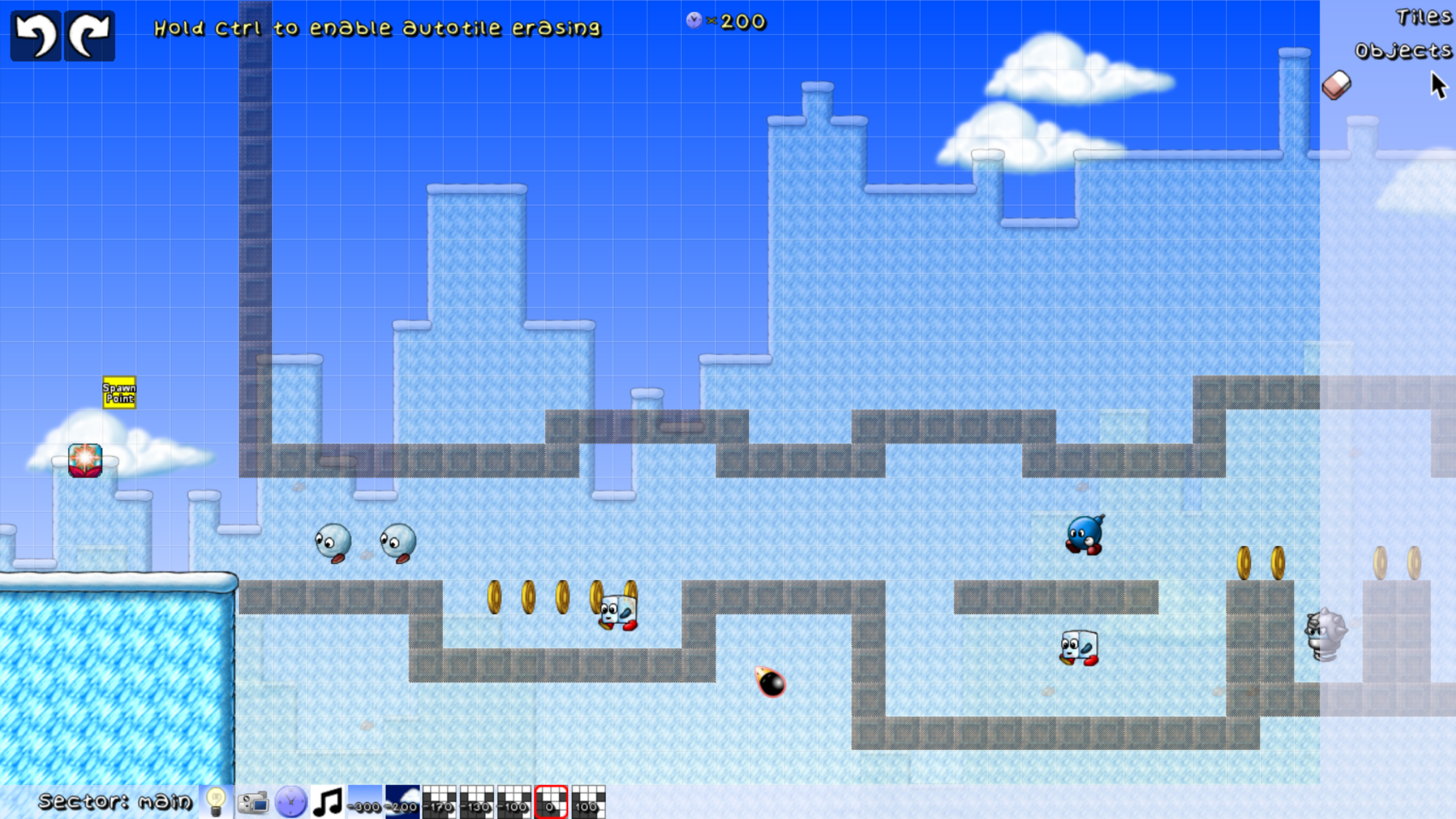
Ansicht des Level-Editors

Ziel des Spiels ist es, Penny, die Freundin von Tux, aus dem Schloss des bösen Nolok zu befreien, der Penny nach einem Picknick entführt hat. Auch wenn Tux dabei zahlreiche Power-ups helfen, können die meisten Gegner auch mit einem einfachen Sprung auf den Kopf beseitigt werden. Die Version 0.5.1 umfasst eine Hauptwelt („Geschichtsmodus“) sowie drei Bonusinseln, in denen der Spieler sich mit verschiedenen Gegnern und Endgegnern mit unterschiedlichen Fähigkeiten auseinandersetzen muss. Ein in das Spiel integrierter Level-Editor ermöglicht das Erstellen eigener Level und Weltkarten, wobei auch eigene Grafiken verwendet werden können.